# Eurytoma argentifrons
Eurytoma argentifrons är en stekelart som beskrevs av Askew 2003. Eurytoma argentifrons ingår i släktet Eurytoma och familjen kragglanssteklar. Inga underarter finns listade i Catalogue of Life.